# 파올로 마차
파올로 마차(이탈리아어: Paolo Mazza; 1901년 7월 21일, 에밀리아-로마냐 주 비가라노 마이나르다 ~ 1981년 12월 31일, 에밀리아-로마냐 주 페라라)는 이탈리아의 축구 감독이다. 그는 1962년 월드컵 당시 조반니 페라라와 이탈리아 국가대표팀 공동 감독을 맡았다.
마차는 현역 선수 시절에 하부 리그에서만 활동했고, 이후 그는 감독으로 전향해 페라라 연고의 SPAL 단장이 되었다.
1946년, 그는 구단 회장을 맡아 유소년부 훈련 시설의 필요성을 처음 역설했고, 유소년 행정 센터를 개장했다. 잔니 브레라 기자로부터 유망주 발굴 능력으로 예언자(Il Rabdomante)라는 별칭으로 수식된 그는 SPAL의 세리에 A 승격을 이룩했는데, 소규모 구단으로는 기대 이상의 성과를 냈다.
1962년, 그는 25년 가까이 감독 활동을 하지 못했지만, 이탈리아 축구 연맹은 그를 칠레에서 열린 1962년 월드컵에서 공동 감독을 맡게 했다. 이탈리아는 조별 리그에서 조기 탈락했다. 그러나, 귀국한지 며칠만에 파비오 카펠로를 피에리스에서 2M ITL(약 £500 가치)에 발굴했다.